# 阿鲁阿南
阿鲁阿南是巴西戈亚斯州的一个市镇。总面积3050.303平方公里，总人口5232人，人口密度1.7人/平方公里。